# Eolocustopsidae
Famille
Les Eolocustopsidae sont une famille fossile d'insectes orthoptères.
Les espèces de cette famille datent du Permien.

## Liste des genres
Selon Orthoptera Species File (12 juillet 2018) :
- †Eolocustopsis Riek, 1976
- †Protettavus Riek, 1976

## Publication originale
- Riek, 1976 : New Upper Permian insects from Natal, South Africa. Annals of the Natal Museum, vol. 22, no 3, p. 755-789.